# Elecciones presidenciales de Ucrania de 1991
Las Elecciones presidenciales de Ucrania se realizaron el domingo 1 de diciembre de 1991 y fueron la primera elección presidencial directa y el primer proceso electoral libre y justo en territorio ucraniano desde 1918. Contando las elecciones parlamentarias del ya mencionado año, y las de 1990, fueron las terceras elecciones multipartidistas en la historia de Ucrania. Leonid Kravchuk, hasta entonces jefe de Estado provisional, fue elegido para ocupar el cargo con casi el 62% de los votos.
Ese mismo día, los ucranianos apoyaron abrumadoramente la Declaración de Independencia en el referéndum nacional. Los seis candidatos presidenciales hicieron campaña en apoyo a la independencia ucraniana.

## Campaña y organización
Las elecciones se programaron poco después de la Declaración de Independencia de Ucrania, el 24 de agosto de 1991, junto con el referéndum sobre la misma. Leonid Kravchuk, que ya ejercía la presidencia de la Rada Suprema (y, por lo tanto, la jefatura de estado de facto) de Ucrania desde la Declaración de Soberanía Estatal en julio de 1990, asumió el cargo de "Presidente interino". A pesar de que la imagen pública de Kravchuk estaba manchada por su pasado como miembro del Secretariado del Partido Comunista de Ucrania, y por su posición "indecisa" con respecto al Intento de golpe de Estado en la Unión Soviética, su campaña reactivó su popularidad debido a las promesas de reformas económicas y su neutralidad ante la división demográfica del país (habitado en el Este mayoritariamente por rusos, y en el Oeste por ucranianos), mientras que su principal contrincante, Viacheslav Chornovil del Movimiento Popular de Ucrania, era fuertemente nacionalista, y expresó renuencia a entregar a Rusia las armas nucleares situadas en suelo ucraniano.
A excepción de los Óblast de Ivano-Frankivsk, Lviv, y Ternópil, en los cuales venció Chornovil, la victoria de Kravchuk fue nacional, obteniendo mayoría absoluta con más de diecinueve millones de votos (61.59%) y evitando tener que realizar una segunda vuelta.

## Resultados

### Resultado general
| Candidato                          | Partido                                      | Votos      | %    |
| ---------------------------------- | -------------------------------------------- | ---------- | ---- |
| Leonid Kravchuk                    | Independiente                                | 19,643,481 | 61.6 |
| Viacheslav Chornovil               | Movimiento Popular de Ucrania                | 7,420,727  | 23.3 |
| Levko Lukyanenko                   | Partido Republicano de Ucrania               | 1,432,556  | 4.5  |
| Volodymyr Hryniov                  | Partido de Renovación Democrática de Ucrania | 1,329,758  | 4.2  |
| Ihor Yukhnovskyi                   | Independiente                                | 554,719    | 1.7  |
| Leopold Taburyansky                | Partido Popular de Ucrania                   | 182,713    | 0.6  |
| Contra todos                       | Contra todos                                 | 1,327,788  | –    |
| Votos en blanco/inválidos          | Votos en blanco/inválidos                    | 1,327,788  | –    |
| Total                              | Total                                        | 31,891,742 | 100  |
| Votantes registrados/participación | Votantes registrados/participación           | 37,885,555 | 84.2 |
| Fuente: Nohlen & Stöver            |                                              |            |      |

### Resultado por región
| Región          | Kravchuk | Chornovil | Lurkyanenko | Hryniov | Resultado nacional   | Resultado nacional |
| --------------- | -------- | --------- | ----------- | ------- | -------------------- | ------------------ |
| Crimea          | 56.68    | 8.03      | 1.93        | 9.43    | Leonid Kravchuk      |                    |
| Vínnitsa        | 72.34    | 18.21     | 3.26        | 1.39    | Leonid Kravchuk      |                    |
| Volinia         | 51.66    | 31.39     | 8.90        | 0.83    | Leonid Kravchuk      |                    |
| Dnipropetrovsk  | 69.74    | 18.15     | 2.47        | 3.24    | Leonid Kravchuk      |                    |
| Donetsk         | 71.47    | 9.59      | 3.11        | 10.98   | Leonid Kravchuk      |                    |
| Zhitómir        | 77.59    | 13.97     | 3.30        | 1.12    | Leonid Kravchuk      |                    |
| Zakarpatia      | 58.03    | 27.58     | 4.98        | 1.32    | Leonid Kravchuk      |                    |
| Zaporiyia       | 74.73    | 12.98     | 3.07        | 3.87    | Leonid Kravchuk      |                    |
| Ivano-Frankivsk | 13.70    | 67.10     | 11.81       | 0.56    | Leonid Kravchuk      |                    |
| Kiev            | 65.99    | 21.23     | 5.62        | 1.68    | Leonid Kravchuk      |                    |
| Kirovogrado     | 74.77    | 15.55     | 3.54        | 1.66    | Leonid Kravchuk      |                    |
| Lugansk         | 76.23    | 9.94      | 2.01        | 6.75    | Leonid Kravchuk      |                    |
| Lviv            | 11.50    | 75.86     | 4.70        | 0.83    | Leonid Kravchuk      |                    |
| Mykolaiv        | 72.33    | 15.06     | 2.26        | 5.63    | Leonid Kravchuk      |                    |
| Odesa           | 70.69    | 12.83     | 2.77        | 8.38    | Viacheslav Chornovil |                    |
| Poltava         | 75.05    | 13.63     | 4.21        | 2.46    | Viacheslav Chornovil |                    |
| Rivne           | 53.07    | 25.65     | 13.38       | 0.80    | Viacheslav Chornovil |                    |
| Sumy            | 72.35    | 14.73     | 3.88        | 2.53    | Viacheslav Chornovil |                    |
| Ternopil        | 16.79    | 57.45     | 19.60       | 0.43    | Viacheslav Chornovil |                    |
| Járkov          | 60.85    | 19.66     | 2.08        | 10.90   | Viacheslav Chornovil |                    |
| Jerson          | 70.23    | 18.13     | 2.23        | 3.27    | Viacheslav Chornovil |                    |
| Jmelnitski      | 75.46    | 15.40     | 2.23        | 1.19    | Viacheslav Chornovil |                    |
| Cherkasy        | 67.14    | 25.03     | 1.96        | 1.35    | Viacheslav Chornovil |                    |
| Chernivtsi      | 43.56    | 42.67     | 4.40        | 1.42    | Viacheslav Chornovil |                    |
| Chernígov       | 74.15    | 12.34     | 6.69        | 1.46    | Viacheslav Chornovil |                    |
| Ciudad de Kiev  | 56.13    | 26.72     | 6.36        | 3.54    | Viacheslav Chornovil |                    |
| Sebastopol      | 54.68    | 10.93     | 1.80        | 8.38    | Viacheslav Chornovil |                    |
| Ucrania         | 61.59    | 23.27     | 4.59        | 4.17    | Viacheslav Chornovil |                    |